# Военно-воздушные силы Китайской Республики
Военно-воздушные силы Китайской Республики (кит. 中華民國空軍, Zhōnghuá Mínguó Kōngjūn) — один из видов вооружённых сил Китайской Республики.
Главной задачей ВВС Китайской Республики является защита воздушного пространства над островом Тайвань и вокруг него от нападения Китайской Народной Республики.
Текущие приоритеты включают в себя развитие комплексов дальнего радиолокационного обнаружения, управления и наведения, приобретение оружия ответного удара, истребителей следующего поколения, укрепление защиты аэродромов и других важных объектов, повышение готовности отразить внезапное нападение.

## Организационная структура
- - 401-я тактическое смешанное крыло
    - 17-я тактическая истребительная группа
    - 26-я тактическая истребительная группа
    - 27-я тактическая истребительная группа
    - 12-я тактическая разведывательная группа
    - Фотографическая группа

  - 427-е тактическое истребительное крыло
    - 7-я тактическая истребительная группа
    - 28-я тактическая истребительная группа

  - 439-е смешанное крыло
  - 443-е тактическое истребительное крыло
    - 1-я тактическая истребительная группа
    - 3-я тактическая истребительная группа
    - 9-я тактическая истребительная группа

  - 455-е тактическое истребительное крыло
    - 21-я тактическая истребительная группа
    - 22-я тактическая истребительная группа
    - 23-я тактическая истребительная группа
    - Поисково-спасательная группа

  - 499-е тактическое истребительное крыло
    - 41-я тактическая истребительная группа
    - 42-я тактическая истребительная группа
    - 48-я учебная группа

  - 737-е тактическое истребительное крыло

## Боевой состав
| Обозначение формирования или части | Вооружение и оснащение | Место расположения |
| ---------------------------------- | ---------------------- | ------------------ |
| mirage 2000                        |                        |                    |
|                                    |                        |                    |
|                                    |                        |                    |
|                                    |                        |                    |
|                                    |                        |                    |
|                                    |                        |                    |
|                                    |                        |                    |

## Техника и вооружение

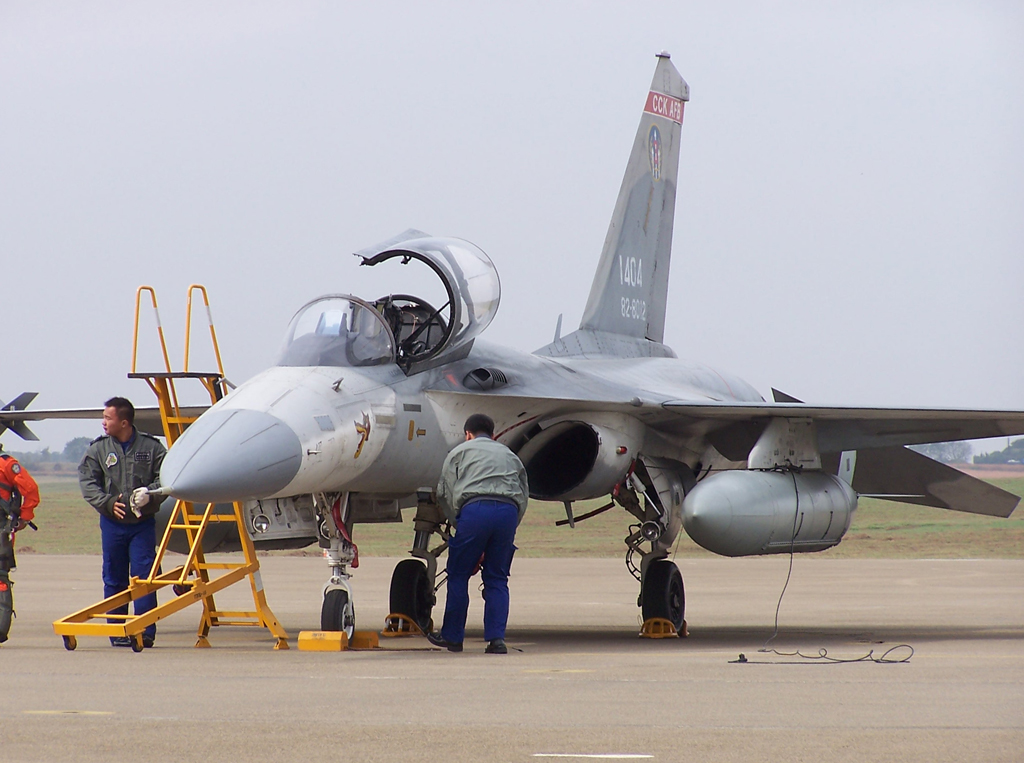
Многоцелевой истребитель F-CK-1 Ching-kuo

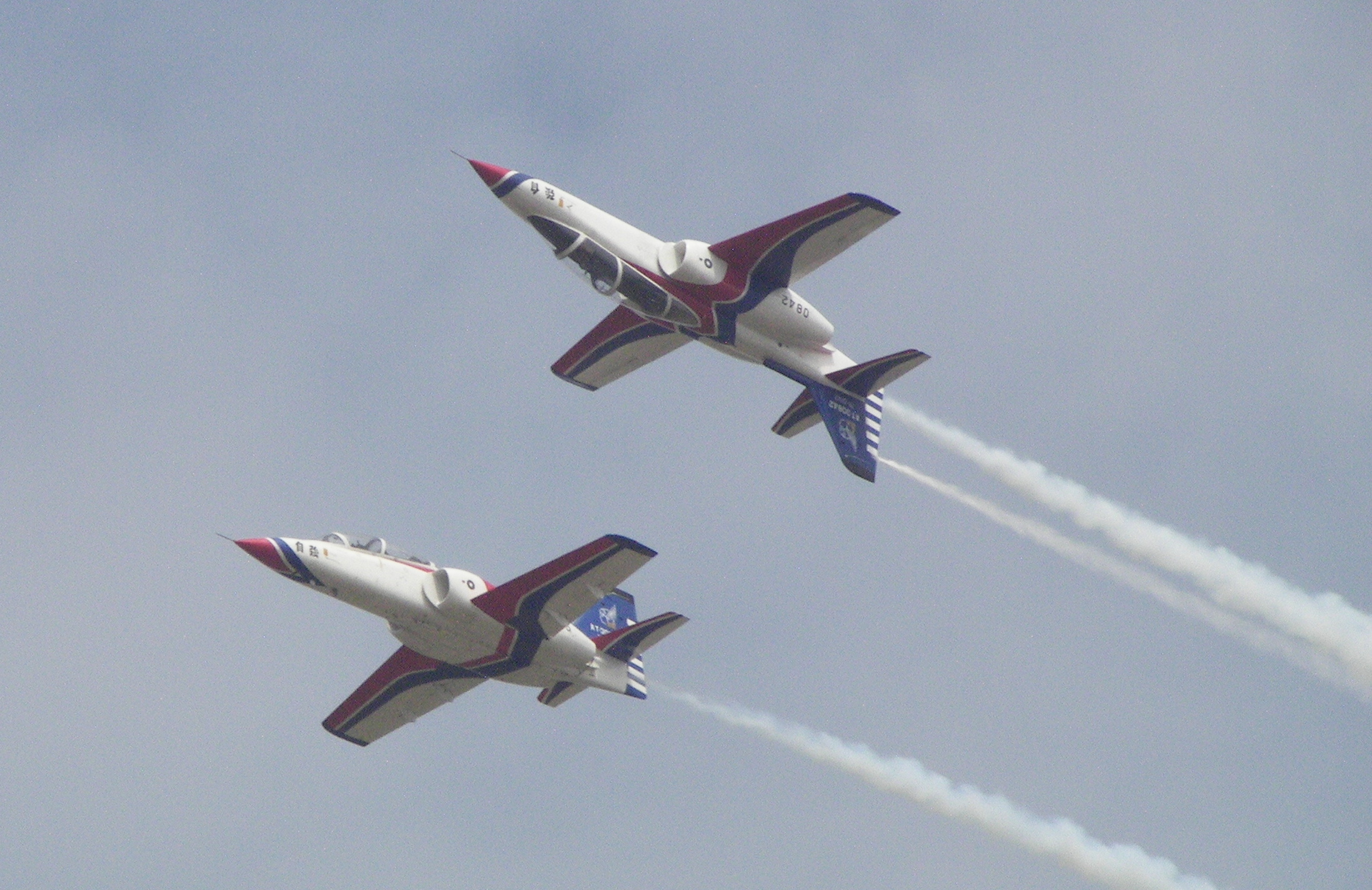
Учебно-боевые самолёты AIDC AT-3

Данные о технике и вооружении ВВС Китайской Республики взяты со страницы журнала Aviation Week & Space Technology.
| Тип                                         | Производство         | Назначение                                   | Количество      | Примечания |                 |
| Боевые самолёты                             | Боевые самолёты      | Боевые самолёты                              | Боевые самолёты | Боевые самолёты | Боевые самолёты |
| ------------------------------------------- | -------------------- | -------------------------------------------- | --------------- | --- | --------------- |
| AIDC F-5E AIDC F-5F                         | Китайская Республика | многоцелевой истребитель учебный истребитель | 25 35           | Американский самолёт Northrop F-5 по лицензии производился в Китайской Республике                                                    |                 |
| AIDC F-CK-1A AIDC F-CK-1B                   | Китайская Республика | многоцелевой истребитель учебный истребитель | 101 27          | |                 |
| Dassault Aviation Mirage 2000D              | Франция              | многоцелевой истребитель                     | 56              | |                 |
| Lockheed F-16A Lockheed F-16B               | США                  | многоцелевой истребитель учебный истребитель | 120 25          | Поставлены 1997-2001 Block 20 Поставлены 1997-2001 Block 20 F-16D                                                                    |                 |
| Транспортные самолёты                       |                      |                                              |                 | |                 |
| Beech 1900C                                 | США                  | административный самолёт                     | 11              | |                 |
| Boeing 737—800                              | США                  | административный самолёт                     | 1               | |                 |
| Fokker 50                                   | Нидерланды           | административный самолёт                     | 3               | |                 |
| Lockheed C-130H                             | США                  | транспортный самолёт                         | 20              | |                 |
| Специальные самолёты                        |                      |                                              |                 | |                 |
| Northrop Grumman E-2K Northrop Grumman E-2T | США                  | самолёт ДРЛО самолёт ДРЛО                    | 2 4             | |                 |
| Учебные самолёты                            |                      |                                              |                 | |                 |
| AIDC AT-3                                   | Китайская Республика | учебно-боевой самолёт                        | 46              | |                 |
| Beech T-34C                                 | США                  | учебно-тренировочный самолёт                 | 36              | |                 |
| Northrop T-38                               | США                  | учебно-тренировочный самолёт                 | 40              | |                 |
| Вертолёты                                   |                      |                                              |                 | |                 |
| UH-60M Black Hawk                           | США                  | Многоцелевой вертолёт                        | 8               | |                 |
| AH-64E Apache                               | США                  | Ударный вертолёт                             | 8               | В 2008 году заказано 30 машин. Первые 6 вертолётов получены в ноябре 2013 года. Остальные должны быть поставлены до конца 2014 года. |                 |

## Опознавательные знаки

Опознавательный знак
Знак на киль

### Эволюция опознавательных знаков
| Опознавательный знак                                                                  | Знак на фюзеляж | Знак на киль | Когда использовался       | Порядок нанесения |
| ------------------------------------------------------------------------------------- | --------------- | ------------ | ------------------------- | ----------------- |
|                                                                                       | нет             |              | 1912—1916                 |                   |
|                                                                                       |                 |              | 1916—1928                 |                   |
|                                                                                       |                 |              | 1928—1949                 |                   |
|                                                                                       |                 |              | 1949—1975                 |                   |
|                                                                                       |                 |              | 1975 — по настоящее время |                   |
| Знаки пониженной видимости (два варианта) · Знаки пониженной видимости (два варианта) |                 |              |                           |                   |